# Solanum exiguum
Solanum exiguum är en potatisväxtart som beskrevs av Lynn Bohs. Solanum exiguum ingår i släktet skattor som ingår i familjen potatisväxter. IUCN kategoriserar arten globalt som sårbar. Inga underarter finns listade i Catalogue of Life.